# George Benson (théologien)
 (juillet 2025).
Pour les articles homonymes, voir Benson.
George Benson (1er septembre 1699 dans le comté de Cumberland , Angleterre - 1762) est un théologien et ministre presbytérien anglais. Selon l'érudit et homme d'église écossais Alexander Balloch Grosart (en), il est socinianiste, mais à l'époque, le terme est confondu avec arianisme.

## Biographie
George Benson naît à Great Salkeld dans le comté de Cumberland en Angleterre le 1er septembre 1699. Il reçoit l'éducation classique de l'époque et poursuit sa formation dans une académie de Whitehaven. Après un an d'études, il est accepté par l'université de Glasgow.
Vers 1721, il prêche à Londres en tant que presbytérien. L'historien Edmund Calamy l'accueille chez lui. Sur la recommandation de Calamy, Benson se rend à Abingdon dans le comté de Berkshire, où il prend la charge de pasteur d'une congrégation de protestants dissidents. Il est ordonné le 27 mars 1723 en présence de Calamy et cinq autres ministres officiant l'ordination. Il reste sept ans à Abingdon, où il tient un discours résolument calviniste.
En 1726, il épouse la veuve Elizabeth Hills. En 1729, il quitte sa charge à la suite de son changement de confession pour l'arminianisme, ce que la congrégation désapprouve. À Londres, il est pasteur d'une autre congrégation pendant onze ans. Ayant perdu sa femme en 1740, il épouse Mary Kettle en 1742. À cette époque, il est invité à devenir pasteur conjoint de Samuel Bourn pour la congrégation presbytérienne de Birmingham.
En 1744, l'université d'Aberdeen remet à Benson le titre de Doctor of Divinity (DD). L'université de Glasgow a aussi envisagé de le faire, mais l'un de ses professeurs s'est opposé, l'accusant d'être socinianiste. En 1749, Benson est nommé responsable d'une congrégation de protestants dissidents, ce qu'il fait jusqu'à sa mort, en 1762. Il a aussi été assistant de Nathaniel Lardner.
Il est mort sans descendance.

## Œuvres

### Paraphrases
En 1731, Benson publie A Paraphrase and Notes on St. Paul's Epistle to Philemon, une analyse de l'Épître à Philémon. Bien reçue, il poursuit en publiant la même année Paraphrase and Notes on Paul's First Epistle to the Thessalonians, cette fois-ci une analyse de la Première épître aux Thessaloniciens. En 1732, Benson publie une autre Paraphrase, mais sur la Deuxième épître aux Thessaloniciens. Il ajoute deux exposés, l'un sur le Royaume des Cieux et l'autre sur l'homme pécheur. En 1733, il publie des notes sur la Première épître à Timothée, ajoutant un essai sur l'inspiration. La même année, il publie Paraphrase and Notes upon Titus, une analyse de l’Épître à Tite auquel il ajoute un essai sur l'abolition de la loi sur les cérémonies. En 1734, il poursuit avec une analyse de la Deuxième épître à Timothée, y ajoutant un essai en deux parties (l'un sur la fondation de l'église primitive  et l'autre sur le culte religieux des chrétiens).
Ayant complété son travail sur les épîtres de saint Paul, Benson s'attache à expliquer les sept épîtres catholiques. Ses analyses sont publiées séparément de 1738 à 1749, chacune étant accompagnée d'un exposé approfondi sur différents aspects religieux. Les analyses des épîtres de Paul seront publiées en seul volume en 1752, alors que les analyses des sept épîtres seront publiées en 1756. Ses Paraphrases seront bien accueillis en Allemagne (traduits par Johann David Michaelis) et aux Pays-Bas.
Pendant les 19 ans qu'il travaille sur les Paraphrases, Benson élabore et publie d'autres ouvrages. En 1738 il publie History of the First Planting of the Christian Religion, taken from the Acts of the Apostles and their Epistles. Together with the remarkable facts of the Jewish and Roman History which affected the Christians during this Period en 3 volumes, une étude sur la fondation de l'église primitive chrétienne, ainsi que sa relation avec les Romains et les juifs de l'époque. Une seconde édition de cet ouvrage sera réimprimée en 1756.

### Autres ouvrages
En 1743, Benson publie The Reasonableness of the Christian Religion as delivered in the Scriptures, une promotion de la religion chrétienne. Une deuxième édition sera publiée en 1746, ainsi qu'une troisième plus fouillée en 1759.
En 1744, il publie A Summary View of the Evidences of Christ's Resurrection en réponse à une analyse philosophique. Il publie en 1747 ses sermons. En 1748, il regroupe de courts essais sur théologiques, qui seront réédités en 1753. L'un de ces essais critique sévèrement la conduite de Jean Calvin envers Michel Servet, ce qui lui apporte du mépris.
Son History of the Life of Christ (sur la vie de Jésus-Christ) est publié après son décès, en 1764.